# 김진성 (1997년)
김진성(한국 한자: 金進成, 1997년 6월 16일 ~ )은 대한민국의 축구 선수로, 포지션은 센터백이다. 현재 여주시민축구단 소속이다.

## 클럽 경력
김진성은 전남 드래곤즈의 산하 유소년 팀인 광양제철고등학교 축구부 출신으로, 전남의 우선지명을 받고 한남대학교 축구부에 입단하였다. 2018년 김진성은 대학선발대표팀에 발탁되기도 하였다.
K리그2 2019 시즌을 앞두고 전남 드래곤즈와 프로 계약을 체결하였다. 3월 2일 아산 무궁화와의 개막전 경기에서 데뷔전을 치렀으나, 경기 종료 막판 퇴장을 당하는 불운을 맞이하였다.
2021년 8월, 전남과 계약을 해지했으며 인도네시아 리가 1의 마두라 유나이티드에 입단했다.
2022년 1월, PS 바리토 푸테라에 입단했다.